# Campillo de Dueñas
Campillo de Dueñas es un municipio y localidad española de la provincia de Guadalajara, en la comunidad autónoma de Castilla-La Mancha. El término municipal tiene una población de 74 habitantes (INE 2024).

## Geografía

### Ubicación
Se encuentra en el extremo oriental de la provincia, a 20 km de Molina de Aragón, a 165 km de Guadalajara y a 220 km de Madrid. Los pueblos vecinos de Campillo son La Yunta (4 km), Hombrados (11 km) El Pobo (14 km) y Odón.

### Límites
- Al sur con los pueblos de El Pobo, Hombrados y Castellar.
- Al norte con el de La Yunta.
- Al oeste con el de Cubillejo de la Sierra.
- Al este con el de Odón (provincia de Teruel).[2]

## Historia

### Época Antigua
Comprende, desde las primeras noticias que se tienen del territorio de este pueblo y cuanto en él existía, hasta la fundación propiamente del mismo.
En Campillo o en sus inmediaciones, hubo un pueblo de origen celtíbero, pues el descubrimiento de varios sepulcros y de alguna moneda celtíbera en uno de sus caminos vecinales que conduce a Molina indican que en aquellas cercanías se fundó alguna población en los tiempos primitivos.
En una reparación de la antigua ermita de San Crispín, reparada posteriormente y dedicada a La Virgen de la Antigua, se descubrió una inscripción esculpida en un madero del tejado, en la que se declaraba que aquella construcción había sido en la antigüedad fortaleza romana.
De la presencia visigoda en el pueblo se destaca al rey Leovigildo, el cual mantuvo en el 557 a los habitantes de las montañas Oróspedas, en los límites meridionales de lo que más tarde fue el Señorío de Molina, siendo fundado el castillo de Zafra.

### Época Media
Comprende, desde la fundación del pueblo hasta su destrucción y ruina.
Campillo era ya pueblo en 1231, y lo fue en adelante, hasta el 1426 en que todavía no había sido destruido, a diferencia de otros pueblos de alrededor.
Fue Campillo unos de los muchos pueblos que quedaron arrasados en aquella época y sobrevivieron a la ruina del pueblo dos señoras. Dueñas estas dos señoras del despoblado de Campillo y sus términos, dieron ocasión a que el pueblo, sin perder el nombre primitivo, se apellidase "de las Dueñas", con cuyo sobrenombre se le conoce desde su repoblación.
Finalmente, Campillo quedó agregado a la Casa-Comunidad de Molina dando lugar a la repoblación del pueblo.

### Época Moderna
Comprende desde su repoblación hasta el siglo XX.
Campillo fue destruido en 1428. Desde esa fecha hasta la que fue anexionado al Común del Señorío, los pueblos circunvecinos aprovecharon, con sus ganados, los abundantes pastos de sus términos. Una vez propiedad del Común, éste arrendaba los terrenos y satisfacía al Señorío y al Estado los tributos que correspondían, y en tal estado continuó hasta que fue repoblado definitivamente, comenzando a principios del siglo XVI.
En un primer momento, los vecinos de Campillo quisieron constituir el pueblo y eximirse del Común de Molina, pero tuvieron diferentes pleitos donde lo único que consiguieron fueron pérdidas económicas y materiales.
En 1779, consiguieron una sentencia a su favor recuperando las tierras, casas y demás propiedades que habían sido retenidas por el Común durante tanto tiempo.
Hacia mediados del siglo XIX, el lugar tenía contabilizada una población de 243 habitantes. La localidad aparece descrita en el quinto volumen del Diccionario geográfico-estadístico-histórico de España y sus posesiones de Ultramar de Pascual Madoz de la siguiente manera:

CAMPILLO DE DUEÑAS: l. con ayunt. en la prov. de Guadalajara (24 leg.), part. jud. de Molina (3), aud. terr. y c. g. de Madrid (34), dióc. de Sigüenza (15): sit. en llano al S. de un pequeño valle, con libre ventilacion en particular por el N.: su clima es sano, y no se conocen enfermedades especiales: tiene 129 casas, la de ayunt.; cárcel, escuela de instruccion primaria, sin mas dotacion que lo que contribuyen los alumnos segun sus respectivas clases; dos fuentes de buenas y delgados aguas, y una igl. parr. ( Sta. Catalina v. y mr.) servida por un cura de provision real y ordinaria: confina el térm. con los de la Yunta, Cubillejo de la Sierra y Odon (prov. de Teruel): dentro de su radio se encuentran varios manantiales de finas aguas, 3 ermitas. (Ntra. Sra de la Antigua, la Soledad y el Pilar), y el despoblado de Betera: el terreno es áspero y pedregoso, comprende algunos trozos de bosque poblados de roble alto y bajo: caminos: los locales, de herradura. correo se recibe de la adm. de Molina, por un cartero. prod.: trigo, centeno, cebada, avena, guisantes, guijas y yeros; cria ganado lanar, las caballerias destinadas á la agricultura, y caza de perdices, conejos, liebres, lobos y zorras. pobl.: 72 vec., 243 alm. cap. prod.: 1.814,170 rs. imp.: 101,300. contr.: 5,914.
(Madoz, 1846, p. 356)

En 2015, a finales del mes de septiembre, el pueblo cobró una especial relevancia debido al rodaje de la serie Juego de tronos, llevado a cabo en el castillo de Zafra

## Demografía
Campillo de Dueñas cuenta con una población de 74 habitantes (INE 2024).
| Gráfica de evolución demográfica de Campillo de Dueñas entre 1842 y 2021                                            |
| |
| Población de derecho según los censos de población del INE Población de hecho según los censos de población del INE |

| 1991 |  | 1996 |  | 2001 |  | 2004 |  | 2010 |  | 2013 |  | 2015 |
| ---- |  | ---- |  | ---- |  | ---- |  | ---- |  | ---- |  | ---- |
| 165  |  | 151  |  | 119  |  | 111  |  | 99   |  | 88   |  | 85   |

## Economía
Se basa en la agricultura (sobre todo girasoles), la ganadería (ovejas), así como del trigo

## Monumentos y paisajes de interés

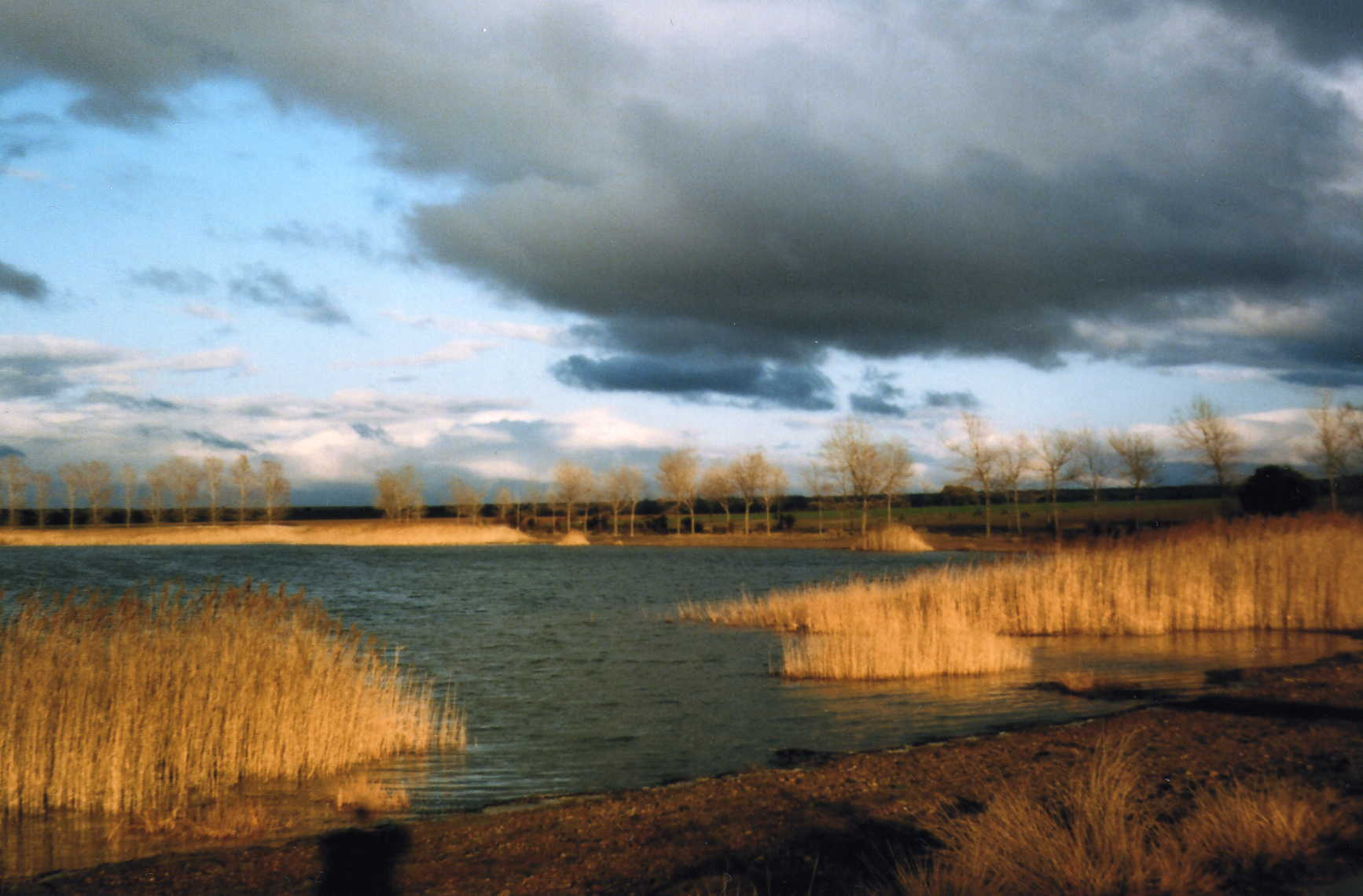
Laguna Honda

Sin duda el monumento más importante de Campillo de Dueñas es el castillo de Zafra, situado al pie de la Sierra de Caldereros, a unos 4 km del pueblo. Merece la pena también visitar la iglesia parroquial de Sta Catalina con sus retablos barrocos. En cuanto a los paisajes, destacan la sierra de Caldereros (Monumento Natural) y la laguna Honda.

### Iglesia parroquial
Está formada por la torre de sillería, recubierta de zinc en su parte superior, sobre una zona al otro lado del arroyo, dando frente a la plaza la fachada principal. Sus dimensiones son 27,44 metros de longitud por 8,27 metros de latitud, sin contar las capillas, las que tienen 7,90 metros de anchura y 4,74 metros de fondo.

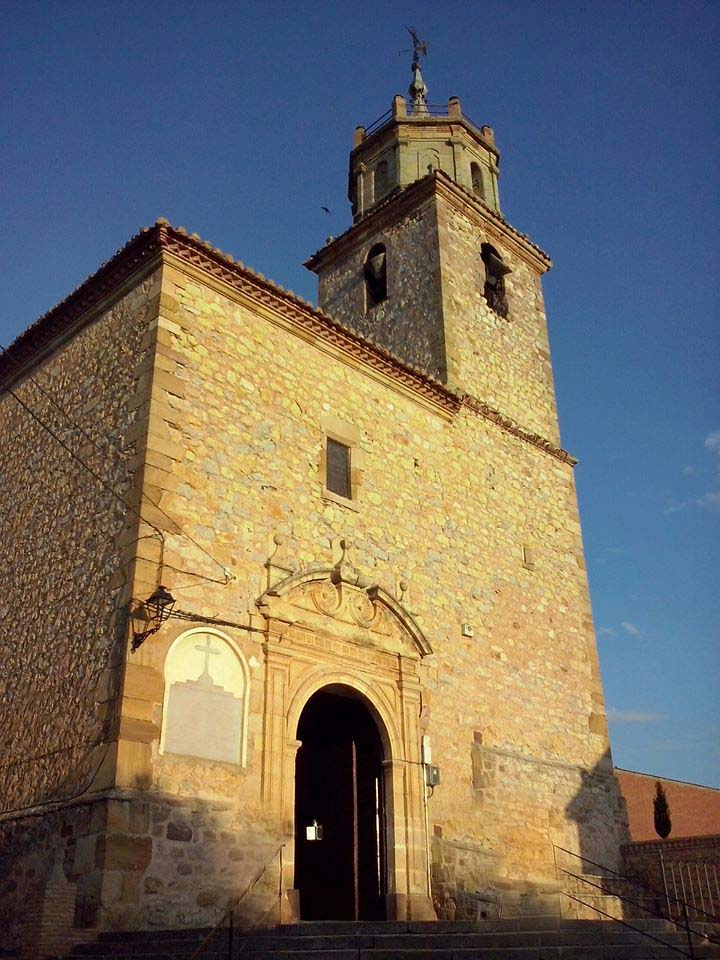
Entrada principal de la iglesia parroquial

En cuanto a su historia, comienza cuando los vecinos que habitaban los caseríos de Villares de Cerro, Villarejo y sitio de la ermita de San Crispín, fueron arrasados y destruidos por la guerra y sus habitantes se trasladaron al poblado de Campillo, único que se salvó de la catástrofe. Esto hizo que el pueblo recibiera un aumento de habitantes, resultando así pequeña y lejana para el vecindario la ermita de San Crispín. Por tanto, construyeron la iglesia pero con el tiempo, Campillo quedó destruido y despoblado también por la guerra. Por suerte, la iglesia quedó en pie, sirviendo de albergue a ganados y pastores.
En 1526, tras su rehabilitación, se reanudaron las funciones sagradas, celebrando misas y los divinos oficios.
Poco a poco fue aumentando el número de habitantes, hasta llegar a un punto en el que en 1714 eran 70. De este modo, solicitaron y obtuvieron del prelado diocesano la autorización necesaria para levantar un templo más digno, cuya obra comenzó el mismo año.
El 30 de mayo de desmanteló interiormente la iglesia antigua que ocupaba el mismo lugar que la moderna, retirándose los retablos, y siendo llevado el altar mayor y el Santísimo Sacramento al granero de la Casa-Concejo, que había de servir de capilla provisional.
El 28 de julio de 1732, Juan José Sanz, teniente de cura de la parroquia, bendijo la nueva iglesia e inmediatamente celebró en ella la primera misa. Además, se trasladó el Santísimo Sacramento a la nueva iglesia.
La decoración interior del templo fue llevada a cabo por el escultor D. Miguel Erber, iniciando la obra en 1743 y finalizando en 1746.

### Ermita de la Antigua
Esta ermita, que se levantó en 1231, es la misma que la de San Crispín, reformada y cambiada la advocación.
En 1697 se deja de llamar Virgen de San Crispín y pasa a llamarse Virgen de la Antigua. Y de la misma manera, el santuario perdió el nombre de ermita de San Crispín para llamarse ermita de la Virgen de la Antigua.
La ermita continuó levantada hasta 1835, cuando dos religiosos, Rafael Sanz y su sobrino Rafael Herránz, decidieron demoler la vieja ermita y construir sobre el mismo solar, otra nueva, de mayor capacidad.

## Fiestas
Del 23 al 26 de agosto se celebran las fiestas del pueblo en honor a la Virgen de la Antigua, también se celebra otra fiesta el 8 de septiembre (en dicho día existe la tradición de festejar la fiesta en un prado llamado "Marojal", en el cual la gente del lugar toma chuletas todos juntos).

## Personas notables
- José López Navío, cervantista y escritor.